# بريت إيستون إيليس
بريت إيستون إليس (بالإنجليزية: Bret Easton Ellis)‏ (ولد في 7 مارس 1964) هو مؤلف، وكاتب سيناريو، وكاتب قصة قصيرة، ومخرج أمريكي. كان يُنظر إلى إليس في البداية على أنه أحد أفراد ما يُطلق عليه مجموعة برات الأدبية، التي تتضمن أيضًا تاما جانوتيز وجاي ماكنيرني. بريت إليس هو هَجّاء معلن ذاتيًا، السمة التي تميز أسلوبه الكتابي هو التعبير عن الأفعال والآراء المتطرفة بأسلوب متبلد يفتقر إلى العاطفة. تشترك رواياته عادة في وجود شخصيات متكررة الظهور.
عندما كان إليس عمره 21 عامًا، نُشِرَت روايته الأولى الجدلية الأكثر مبيعًا، أقل من الصفر (1985)، بواسطة سايمون وشوستر. كانت روايته الثالثة، مختل أمريكي (1991)، أنجح رواياته. عند صدورها، أدانتها المؤسسة الأدبية على نطاق واسع بصفتها تتسم بالعنف وازدراء المرأة بشكل مفرط. على الرغم من أن العديد من الالتماسات لحظر الكتاب شهدت ترك إليس من قبل سايمون وشوستر، فإن الجدل المدوي أقنع ألفريد أ. نوف بإصداره كتابًا ورقي الغلاف في وقت لاحق من ذلك العام. أصبحت روايات إليس تتسم بالقص الما ورائي بشكل متزايد. تلقت حديقة قمرية (2005)، وهي مذكرات زائفة وقصة أشباح، مراجعات إيجابية. غرف نوم إمبراطورية (2010)، التي سُوِّقَت على أنها تكملة لرواية أقل من الصفر، استمرت على هذا المنوال.
تحولت أربعة من أعمال إليس إلى أفلام. اقتُبِست أقل من الصفر في عام 1987 كفيلم يحمل نفس الاسم، لكن الفيلم لم يكن يشبه الرواية كثيرًا. صدر فيلم أميريكان سايكو (مختل أمريكي) المقتبس الخاص بماري هارون وحصل على مراجعات إيجابية بشكل عام في عام 2000. حصد فيلم روجر ايفري المقتبس ذا لوز أوف أتراكشن (قوانين الجذب) كم عائدات متواضع من شباك التذاكر في عام 2002. انتُقِد فيلم عام 2008، ذا إنفورمرز (الواشون)، المبني على مجموعة إليس من القصص القصيرة، بشكل لاذع. كتب إليس أيضًا سيناريو فيلم عام 2013 الذي سخر منه النقاد، ذا كانيونر (الأخاديد).

## أعمال بارزة
من أهم أعماله:
- مختل أمريكي.

## وصلات خارجية
- بريت إيستون إيليس على موقع IMDb (الإنجليزية)
- بريت إيستون إيليس على موقع ميتاكريتيك (الإنجليزية)
- بريت إيستون إيليس على موقع الموسوعة البريطانية (الإنجليزية)
- بريت إيستون إيليس على موقع روتن توميتوز (الإنجليزية)
- بريت إيستون إيليس على موقع مونزينجر (الألمانية)
- بريت إيستون إيليس على موقع ميوزك برينز (الإنجليزية)
- بريت إيستون إيليس على موقع رولينغ ستون (الإنجليزية)
- بريت إيستون إيليس على موقع قاعدة بيانات برودواي على الإنترنت (الإنجليزية)
- بريت إيستون إيليس على موقع إن إن دي بي (الإنجليزية)
- بريت إيستون إيليس على موقع ديسكوغز (الإنجليزية)